# Travianer
Travianer war ein Browserspiel, das von Travian Games entwickelt und betrieben wurde. Im Vordergrund stand neben verschiedenen Kampfsituationen, die mit anderen Spielern in Arenen geführt werden konnten, auch der Aufbau und die Einrichtung des eigenen Hauses, die Bildung eigener Clubs und Gilden und insbesondere die soziale Interaktion mit anderen Spielern, die unter anderem in Chats und bei Gemeinschaftsveranstaltungen geführt werden konnte. Der Spieler hatte die Wahl zwischen vier Völkern mit gleichen Fähigkeiten, jedoch verschiedenem äußerlichen Aussehen.
Travianer war in seiner ursprünglichen Form kostenfrei. Durch den Kauf sogenannter Diamanten, die mit echtem Geld bezahlt werden mussten, konnte der Spieler jedoch eine temporäre Goldmitgliedschaft abschließen, die es ihm im Gültigkeitszeitraum ermöglichte, verschiedene weitere Funktionen freizuschalten. Für den Kauf verschiedener Einrichtungsgegenstände in Häusern oder Gilden war ebenfalls der Einsatz von Diamanten notwendig.

## Allgemeines
Nach Abschluss der Betaphase, die 2007 begann, wurde Travianer am 19. Februar 2008 als zweites Spiel von Travian Games offiziell gestartet.
2009 stufte die UNESCO Travianer als Serious Game mit einem hohen Lernfaktor und somit als pädagogisch wertvoll ein.
Am 12. Juni 2014 gab Travian Games den Spielern bekannt, den Spielbetrieb im kommenden Monat einzustellen. Begründet wurde dies mit den in den Jahren stark zurückgegangenen Nutzerzahlen. Trotz großer Proteste der Spieler, die eine Online-Petition gegen die Abschaltung starteten und verschiedene Redaktionen einschalteten, wurden die Server am 25. Juli 2014 abgeschaltet. Mittlerweile ist die Startseite von Travianer nicht mehr erreichbar.

## Travianer Extended
Am 19. November 2009 erschien mit der Travianer Extended Edition, welche durch SevenOne Media, einem Tochterunternehmen von ProSiebenSat.1 Media, publiziert wurde, ein Erweiterungspaket, welches zahlreiche Bonusgegenstände, unter anderem einen Wohnturm, exklusive Möbelkollektionen, 500 Diamanten (Zahlungsmittel im Spiel), eine einmonatige Goldmitgliedschaft, exklusive Spielinhalte und mehrere Wallpaper enthielt.

## Auszeichnungen
- 2007 – Browsergame of the Year 2007 und Gewinner der Kategorien Technical Achievement, Best Gameplay sowie Best Role-playing[4]
- Mai 2008 – Durch PCgo mit der Note sehr gut bewertet[5]

## Nachfolger
Derzeit arbeiten einige unabhängige Entwickler mit Freigabe von Travian Games an einem neuen Projekt, genannt Urstromtal. Es soll auf dem Spielprinzip von Travianer aufbauen und eine ähnliche grafische Oberfläche verwenden. Ein Veröffentlichungstermin ist noch nicht bekannt. Das Projekt Urstromtal befindet sich im Ruhezustand, die Entwickler haben das Forum deaktiviert und ein Statement veröffentlicht.